# Immo
Immo ist ein männlicher, seltener auch weiblicher Vorname, der insbesondere in Finnland sowie in Ostfriesland gebräuchlich ist.

## Namensträger

### Historische Zeit
- Immo (Pfalzgraf) (* um 910; † nach 977)
- Immo (Bischof) († um 1050), Kleriker aus Worms, Bischof von Arezzo, Toskana

### Vorname
- Immo Appenzeller (* 1940), deutscher Astronom
- Immo Buhl (* 1942), deutsche Tänzerin und Choreografin
- Immo Eberl (* 1947), deutscher Historiker und Hochschullehrer
- Immo Karaman (* 1972), deutscher Theaterregisseur
- Immo Krumrey (1923–2013), deutscher Industriedesigner
- Immo Rittmeyer (1936–2024), deutscher Radrennfahrer (DDR)
- Immo Sennewald (* 1950), deutscher Theaterregisseur, Schauspieler, Schriftsteller und freier Publizist
- Immo Stabreit (* 1933), deutscher Botschafter
- Immo Stelzer (* 1954), deutscher Fußballspieler
- Immo Wymer (1888–1970), deutscher Chirurg und Medizinhistoriker

### Künstlername
- FlowinImmO (* 1975; eigentlich Immo Wischhusen), deutscher Rapper

## Weiteres
- (2373) Immo, Asteroid des Hauptgürtels
- immo = „im Moment“ (Netzjargon)